# Edgar Burgess
Edgar Richard Burgess (født 23. september 1891 i London, død 23. april 1952 i Tanger) var en britisk roer, som deltog i OL 1912 i Stockholm.
Burgess gik på Eton College og senere på Magdalen College på Oxford University og roede begge steder.
Han var med i den britiske otter fra Leander ved OL 1912 i Stockholm i besætningen, der ud over ham talte Ewart Horsfall, Sidney Swann, Leslie Wormald, Angus Gillan, Stanley Garton, Alister Kirby, Philip Fleming og styrmand Henry Wells. Båden vandt i indledende heat over en canadisk båd, i kvartfinalen over en australsk båd og i semifinalen over en tysk båd. I finalen mødte Leander en anden britisk båd fra New College, Oxford, og Leander trak fra halvvejs i løbet og så sig ikke tilbage, men vandt med en længde. Ved lodtrækningen om banerne til finaleløbet vandt New College og tilbød ifølge traditionen modstanderne at vælge først. Traditionen bød så, at modstanderne skulle afslå valget, men Leander accepterede det og valgte den bedste bane. Dette medførte, at kong Gustav 5. ved medaljeceremonien ærede New College, der siden har haft en tradition med ved festlige lejligheder at udbringe en skål under overskriften "God Damn Bloody Magdalen" og have et brevhoved med forkortelsen herfor, 'GDBM'.
Burgess var med til at vinde Oxford vs. Cambridge Boat Race i 1913.
Han var uddannet jurist og arbejdede mange år i administrationen af Anglo-egyptisk Sudan. Som pensionist blev han i Afrika og døde i Tanger.